# Recettore nicotinico

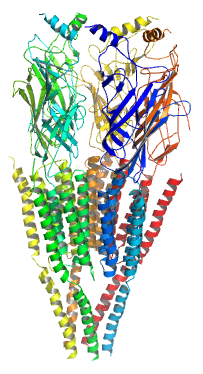
Struttura tridimensionale del recettore nicotinico

I recettori nicotinici (abbreviati in nAChR a causa del nome inglese Nicotinic acetylcholine receptors) sono recettori colinergici che formano canali ionici attivati da ligando nella membrana plasmatica di alcuni neuroni e nella porzione postsinaptica della giunzione neuromuscolare. In quanto recettori ionotropi, gli nAChR sono direttamente collegati al canale ionico e non fanno uso di secondi messaggeri (diversamente dai recettori metabotropici come i colinergici muscarinici). I recettori nicotinici rappresentano il modello più studiato di recettore ionotropico. Esistono diverse isoforme strutturali del recettore nicotinico, per questo, quando non ci si riferisce ad alcuna isoforma specifica, si preferisce parlare genericamente di recettori nicotinici.
Come gli altri tipi di recettori colinergici —come i recettori muscarinici— i recettori nicotinici hanno come ligando endogeno l'acetilcolina (spesso abbreviata ACh dall'inglese acetylcholine). Storicamente, la differenziazione delle due classi recettoriali è avvenuta utilizzando ligandi non endogeni: muscarina e nicotina. I recettori muscarinici, infatti, sono attivati (oltre che dall'acetilcolina) anche dalla muscarina, ma non dalla nicotina; i recettori nicotinici, viceversa, sono attivati dalla nicotina ma non dalla muscarina, e questo ne spiega la denominazione.
Negli insetti il sistema colinergico è limitato al sistema nervoso centrale (SNC). Nei mammiferi, invece, recettori colinergici neuronali si trovano sia nel sistema nervoso centrale sia in quello periferico, inoltre i recettori nicotinici della placca motrice dei muscoli somatici consentono la contrazione muscolare.

## Storia

Acetilcolina: il ligando endogeno dei recettori nicotinici

Nicotina: il ligando utilizzato per discriminare i recettori nicotinici da quelli muscarinici. L'azoto pirrolidinico è protonato a pH fisiologico, come la testa cationica dell'acetilcolina

Nel 1914 Henry Hallett Dale e i suoi collaboratori proposero per la prima volta la possibile azione di neurotrasmettitore da parte dell'acetilcolina. L'idea dell'esistenza di recettori come mediatori della trasmissione chimica degli impulsi era relativamente recente: la "sostanza ricettiva" era, infatti, stata proposta da Langley nel 1905, proprio studiando l'azione di nicotina e curari sui recettori nicotinici della placca motrice. Successivamente Otto Loewi definì il ruolo dell'acetilcolina nel sistema nervoso. Per queste scoperte nel 1936 fu conferito a Dale e Loewi il Premio Nobel per la medicina.
Il meccanismo di funzionamento fisiologico del recettore nicotinico della placca muscolare fu in seguito chiarito nel dettaglio da Katz e Miledi nel 1968 e quindi confermato da Neher e Sakmann nel 1978 grazie alla misurazioni delle correnti transmembrana con microelettrodi. Una tecnica pionieristica che valse loro il premio Nobel per la medicina nel 1991.
L'identificazione della struttura delle subunità costituenti il recettore nicotinico della Torpedo californica è del 1976 e di pochi anni dopo (1982) è anche la determinazione della sequenza amminoacidica delle subunità. È stata utilizzata una torpedine perché il suo sistema nervoso è estremamente semplice e le dimensioni dei neuroni si prestano a facili misurazioni del potenziale elettrochimico tra l'interno e l'esterno della cellula mediante elettrodi.

## Struttura dei recettori nicotinici

### Macrostruttura dei recettori
I recettori nicotinici, con una massa molecolare di 290 kDa, sono costituiti da cinque subunità, disposte simmetricamente in modo da circoscrivere un poro attraverso il quale avviene il flusso ionico. Ciascuna delle subunità è formata da quattro domini transmembrana, con le estremità N-terminale e C-terminale entrambe dal lato extracellulare.
Per la loro struttura, quindi, i recettori nicotinici appartengono alla prima famiglia dei recettori ionotropi, detta dei recettori pentamerici o "Cys-loop". Appartengono alla stessa famiglia, e quindi strutturalmente simili, i recettori GABA-A, i recettori della glicina e i recettori della serotonina di tipo 3 (5HT-3).
Nei vertebrati i recettori nicotinici sono classificati grossolanamente in due sottotipi, in base al principale sito d'espressione: si distinguono, infatti, recettori nicotinici di tipo neuronale NN e di tipo muscolare NM. Tra i recettori di tipo muscolare si hanno la forma embrionale, composta dalle subunità α1, β1, δ, e γ in rapporto 2:1:1:1, e la forma adulta, che presenta le subunità α1, β1, δ, ed ε, sempre con rapporto 2:1:1:1. I recettori del sottotipo neuronale sono diversi. In particolare, si hanno combinazione omopentameriche ed eteropentameriche di dodici diverse sottunità: dalla α2 alla α10 e dalla β2 alla β4. Alcuni esempi possono essere (α4)3(β2)2, (α4)2(β2)3, e (α7)5. Le subunità dei recettori di tipo neuronale e muscolare sono simili tra loro, in particolare nelle regioni idrofobiche.
Storicamente le subunità dei recettori nicotinici erano state suddivise in quattro sottofamiglie (da I a IV) in base all'analogia di sequenza nella struttura proteica.
| Tipo neuronale | Tipo neuronale | Tipo neuronale | Tipo neuronale | Tipo neuronale | Tipo muscolare  |
| I              | II             | III            | III            | III            | IV              |
| α9,            | α7, α8         | 1              | 2              | 3              | α1, β1, δ, γ, ε |
| α9,            | α7, α8         | α2, α3, α4, α6 | β2, β4         | β3, α5         | α1, β1, δ, γ, ε |

Tale classificazione, proposta nel 1995, è oggi incompleta alla luce delle nuove subunità identificate, anche nell'uomo. Nella tabella seguente sono illustrate tutte le subunità attualmente note ed eventuali patologie connesse a loro mutazioni.
| Subunità | Tipo      | UniProt | Locus     | OMIM        | Patologie correlate |
| -------- | --------- | ------- | --------- | ----------- | --- |
| α1       | Muscolare | P02708  | 2q24-q32  | OMIM 100690 | Miastenia gravis, Sindrome miastenica congenita e forma letale della sindrome dello pterigio multiplo                                                       |
| α2       | Neuronale | Q15822  | 8p21      | OMIM 118502 | Individuata una mutazione in 10 membri di una famiglia sarda affetti da epilessia autosomica dominante notturna del lobo frontale                           |
| α3       | Neuronale | P32297  | 15Q24     | OMIM 118503 | Un polimorfismo a singolo nucleotide è stato correlato con assuefazione da nicotina, rischio di tumore al polmone e malattia occlusiva arteriosa periferica |
| α4       | Neuronale | P43681  | 20        | OMIM 118504 | Mutazioni associate con epilessia autosomica dominante notturna del lobo frontale e dipendenza da nicotina                                                  |
| α5       | Neuronale | p30532  | 15q24     | OMIM 118505 | Associazione significativa tra una variante di questa subunità e il tabagismo                                                                               |
| α6       | Neuronale | Q15825  | 8P22      | OMIM 606888 | |
| α7       | Neuronale | P36544  | 15Q13.3   | OMIM 118511 | Mutazioni collegate a schizofrenia ed epilessia |
| α8       | Neuronale | C3TS54  | --        | --          | Non identificato nell'uomo. |
| α9       | Neuronale | Q9UGM1  | 4p14      | OMIM 605116 | Antagonisti hanno azione analgesica in modelli animali. |
| α10      | Neuronale | Q9GZZ6  | 11p15.4   | OMIM 606372 | Antagonisti hanno azione analgesica in modelli animali. |
| α11      | Neuronale | C3TS67  | --        | --          | Non identificato nell'uomo. |
| α12      | Neuronale | D3UA24  |           | OMIM        | Non identificato nell'uomo. |
| β1       | Muscolare | P11230  | 17p12-p11 | OMIM 100710 | Sindrome miastenica congenita |
| β2       | Neuronale | P17787  | 1q21.3    | OMIM 118507 | Esistono mutazioni associate a epilessia autosomica dominante notturna del lobo frontale di tipo 2 e 3                                                      |
| β3       | Neuronale | Q05901  | 8         | OMIM 118508 | -- |
| β4       | Neuronale | P30926  | 15q24     | OMIM 118509 | Mutazioni in un locus comune con le subinità α3 e α5 sono correlate con un aumentato rischio di tumore la polmone                                           |
| γ        | Muscolare | P07510  | 2q33-34   | OMIM 100730 | Mutazioni causano la sindrome Escobar |
| δ        | Muscolare | Q07001  | 2q33-qter | OMIM 100720 | Mutazioni eterozigote e omozigote sono state correlate a sindrome miasteinca congenica e alla forma letale della sindrome dello pterigio multiplo.          |
| ε        | Muscolare | Q04844  | 17p13.2   | OMIM 100725 | -- |

Le diverse subunità possono così unirsi tra loro formando potenzialmente un numero elevatissimo di isoforme recettoriali, in modo da poter variare e modulare la risposta in maniera specifica per ogni singolo tessuto. Qui di seguito vengono indicate le principali isoforme recettoriali attualmente conosciute unitamente alla loro localizzazione anatomica, al loro effetto e ai loro agonisti e antagonisti specifici:
| Tipo di recettore                     | Localizzazione           | Effetto | Agonista                                                                     | Antagonista                                                                                                  |
| ------------------------------------- | ------------------------ | --- | ---------------------------------------------------------------------------- | --- |
| Tipo muscolare: (α1)2β1δε o (α1)2β1δγ | Giunzione neuromuscolare | Potenziale postsinaptico eccitatorio, principalmente causato da influsso di Na+ e K+                                   | - acetilcolina - carbacolo - succinilcolina                                  | - α-bungarotossina - α-conotossina - atracurio - pancuronio - tubocurarina                                   |
| Tipo gangliare: (α3)2(β4)3            | Ganglio                  | Potenziale postsinaptico eccitatorio, principalmente causato da influsso di Na+ e K+                                   | - acetilcolina - carbacolo - dimetilfenilpiperazina - epibatidina - nicotina | - 18-metossicoronaridina - bupropione - destrometorfano - esametonio - ibogaina - mecamilamina - trimetafano |
| Tipo del SNC: (α4)2(β2)3              | Cervello                 | Potenziale postsinaptico eccitatorio, principalmente causato da influsso di Na+ e K+                                   | - acetilcolina - citisina - epibatidina - nicotina                           | - α-conotossina - mecamilamina - metilaconitina                                                              |
| Ulteriore del SNC: (α3)2(β4)3         | Cervello                 | Potenziale eccitatorio post- e presinaptico eccitatorio                                                                | - acetilcolina - citisina - epibatidina - nicotina                           | - destrometorfano - esametonio - mecamilamina - tubocurarina                                                 |
| Tipo omomerico del SNC: (α7)5         | Cervello                 | Potenziale postsinaptico eccitatorio e potenziale eccitatorio presinaptico, principalmente causato da influsso di Ca2+ | - dimetilfenilpiperazina - epibatidina                                       | - α-bungarotossina - amantadina - destrometorfano - mecamilamina - memantina                                 |

Rappresentazione schematica delle subunità del recettore nicotinico di tipo muscolare (α1)_{2}β1δγ e della loro disposizione nel canale.

Indipendentemente dalle strutture recettoriali, l'unica subunità in grado di legare l'acetilcolina è la subunità α, che presenta la specifica tasca all'interno della quale il ligando si può collocare. Questo significa che, per essere attivato, il recettore della placca neuromuscolare (che presenta 2 subunità α), deve legare contemporaneamente 2 molecole di acetilcolina (una per ogni subunità α). Per il recettore del SNC, che invece presenta 5 subunità di tipo α7, sono necessarie 5 molecole di acetilcolina per poter trasdurre il segnale. A seguito dell'interazione con l'acetilcolina, il recettore cambia la propria conformazione, permettendo l'apertura del canale. Poiché la selettività nei confronti dei cationi non è assoluta, ioni di medesima carica e di raggio atomico simile possono fluire attraverso il canale. Viene permesso perciò il flusso in particolare di ioni Na, ma anche di Ca (entrambe in entrata), e di K in uscita. A seguito della variazione delle
concentrazioni ioniche cellulari, si ha variazione del potenziale di membrana che permette la depolarizzazione della fibra.

### Ultrastruttura dei recettori

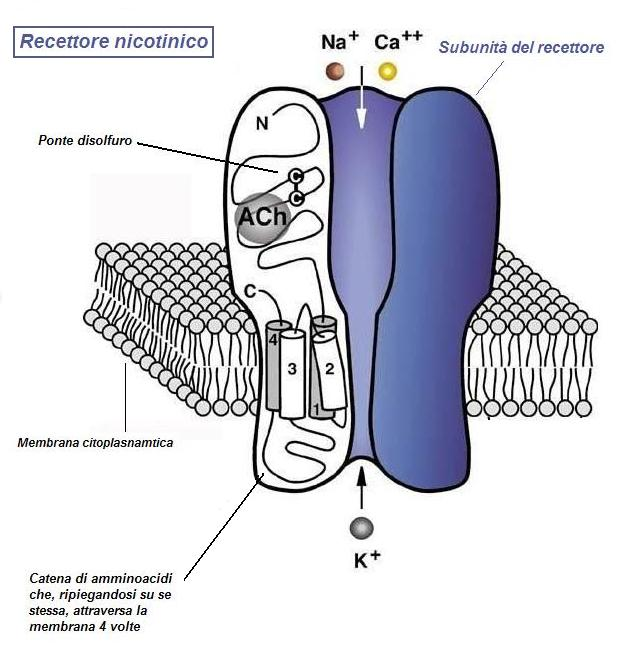
Sezione del recettore nicotinico della placca neuromuscolare: vengono qui evidenziate 3 delle 5 subunità costitutive del recettore. La subunità alfa, che lega l'acetilcolina, è mostrata nelle proprie caratteristiche fondamentali. I domini transmembrana, per comodità, vengono qui definiti 1, 2, 3 e 4. Si noti come l'ansa (o loop) C, che lega M3 e M4, sia di lunghezza superiore alle altre. Di notevole lunghezza anche il dominio -NH2 terminale (qui indicato con N) il quale contiene 2 molecole di cisteina (indicate con C) che formano legami covalenti disolfuro necessari a mantenere la conformazione della catena. La figura evidenzia anche la caratteristica forma a imbuto del canale attraverso il quale fluiscono gli ioni

Come detto, i recettori nicotinici sono costituiti da 5 subunità, differenti a seconda del sottotipo recettoriale. Le subunità sono costituite da un'unica catena peptidica che, ripiegandosi su sé stessa, attraversa la membrana quattro volte. Vengono così identificati 4 domini transmembrana, nominati M1, M2, M3 e M4 uniti tra di loro a 3 anse (o loop secondo la terminologia anglosassone), delle quali due intracellulari e una extracellulare. La seconda ansa intracellulare (quella che unisce M3 con M4) è costituita da una catena amminoacidica più lunga rispetto a quella delle altre due anse. I domini M2 di ogni subunità sono quelli che circoscrivono il poro del recettore a livello della sezione transmembrana. Perciò il poro, a livello della membrana è delimitato solo da M2. I domini amminoterminale (-NH2) e carbossiterminale (COOH) si trovano entrambe a livello extracellulare. In particolare quello -NH2 è costituito da un numero maggiore di amminoacidi rispetto a quella -COOH terminale e racchiude la tasca necessaria per il legame con l'acetilcolina. La catena -NH2 terminale, ripiegandosi su sé stessa, porta in contatto due residui di cisteina le quali originano un ponte disolfuro (S-S) che è fondamentale per mantenere l'adeguata conformazione della catena.

### Organizzazione strutturale e funzionale del recettore nicotinico

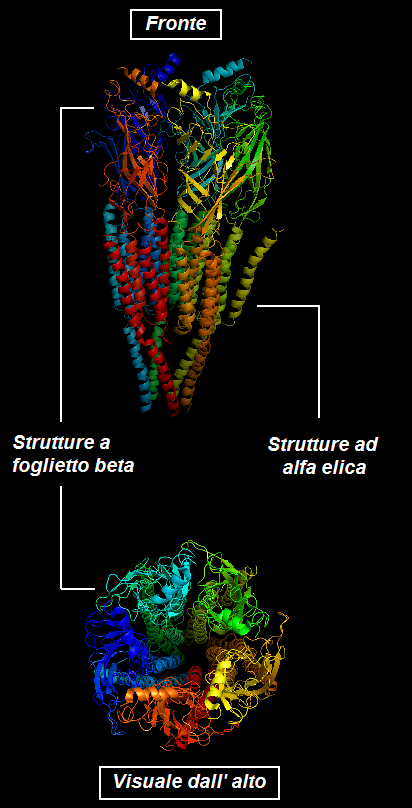
Strutture ad alfa elica e beta foglietto del recettore

Il recettore, che presenta una larghezza di circa 65 Å e una lunghezza di circa 110-120 Å, è costituito da 3 porzioni fondamentali:
- sezione extracellulare
- sezione transmembrana
- sezione intracellulare

La sezione extracellulare è la più voluminosa e sporge all'esterno della cellula di circa 60 Å. È in questa porzione che si trova il sito di legame per l'acetilcolina. Gli amminoacidi coinvolti nel legame con il ligando sono in particolare la tirosina e il triptofano con i quali l'acetilcolina si lega attraverso l'instaurazione di legami deboli catione-p greco.
Il sito di legame per l'acetolcolina si trova all'interfaccia tra la subunità alfa e la subunità non-alfa (causa la variabilità delle forme recettoriali, le subunità beta, gamma delta ed epsilon vengono definite per comodità non-alfa). Il sito che lega l'acetilcolina è perciò costituito da una cavità fra la subunità alfa e non alfa. La cavità funzionalmente più importante è a livello della subunità alfa, definito sito principale, e contribuisce in maniera rilevante al legame con il ligando e alla modificazione conformazionale del recettore, mentre la cavità formata dalle subunità gamma o delta viene definito sito complementare. Le tre anse della subunità alfa vengono indicate con le lettere A, B e C, mentre quelle sulla subunità non-alfa sono nominate D, E e F. Le sequenze amminoacidiche possono variare da recettore a recettore, ma alcuni amminoacidi sono importantissimi per la conformazione della catena peptidica e quindi delle subunità. Perciò alcuni amminoacidi sono assolutamente insostituibili e ricorrono costantemente e vengono definiti conservati.
Amminoacidi conservati del sito principale:
- loop A: triptofano 86, tirosina 93
- loop B: triptofano 149, tirosina 151
- loop C. tirosina 190, cisteina 192, cisteina 193, tirosina 198

Amminoacidi conservati del sito complementare:
- loop D: tirosina 55, triptofano 57
- loop E: variabile
- loop F: aspartato che è altamente conservato

La porzione transmembrana ha una lunghezza di circa 30 Å. Il poro del recettore, che ha forma a imbuto, tende a restringersi via via fino a raggiungere, nel punto più stretto, una larghezza di appena 7 Å. Poiché la membrana plasmatica è costituita da fosfolipidi (i quali hanno caratteristiche idrofobe), gli amminoacidi della sezione transmembranaria, per attraversarla, dovranno possedere spiccate caratteristiche lipofile. In questa sezione sono infatti riscontrabili un altissimo numero di amminoacidi lipofili che formano una catena peptidica che tende ad avvolgersi su sé stessa. La conformazione proteica secondaria generata è quella definita ad alfa elica e attraversa tutto lo spessore della membrana plasmatica.
La sezione intracellulare è quella di minori dimensioni e ha una lunghezza di circa 20 Å. Sostanzialmente ancora il recettore alla membrana e permette al Na di fluire all'interno della cellula. Poiché il citosol ha spiccate caratteristiche idrofile, anche gli amminoacidi presenti in tale sezione devono essere idrofili. La sezione intracellulare del recettore conta elevate quantità di amminoacidi idrofili che si dispongono nella specifica struttura secondaria definita foglietto β. Il passaggio da alfa elica a beta foglietto, che causa un restringimento nella struttura recettoriale, è dovuto a una molecola di prolina che non è in grado di formare ponti idrogeno intramolecolari, consentendo il passaggio alla struttura a beta foglietto. Tale rottura della struttura ad alfa elica mediata dalla prolina è definita rottura di Kink.
Sezionando trasversalmente il canale, si nota che questo da una serie di anelli concentrici nei quali gli amminoacidi vengono ripetuti. Vengono evidenziati diversi anelli:
- un anello esterno, nel quale possiamo individuare una molecola di glutammato (E 258), il quale è molto polare e al pH fisiologico di 7,4 è presente in forma ionizzata.
- 3 anelli idrofobici, nei quali sono esposti leucina (L 254), valina (V 251) e nuovamente leucina (L 247), che sono tutti amminoacidi idrofobici.
- 2 anelli polari, costituiti da treonina (T 244) e serina (S 240) che hanno degli -oh nelle catene laterali e quindi sono polari.
- 1 anello intermedio, che contiene glutammato (residuo che se rimosso nei recettori di tipo neuronale ((α7) 5) comporta l'abolizione della permeabilità al calcio senza cambiare quella al potassio e al sodio) (E 237).
- 1 anello interno, che contiene aspartato (D 234). Questi ultimi due anelli contengono amminoacidi che presentano gruppi -COOH che sono carichi negativamente e possono formare legami ionici con i cationi che fluiscono.

Il primo anello, carico negativamente, attira i cationi nel canale. I tre anelli idrofobici sono necessari per eliminare l'acqua che solvata gli ioni. Gli ioni in ambiente fisiologico sono idratati, e perciò sono molto voluminosi e non riuscirebbero ad attraversare il canale, che risulterebbe troppo stretto. Per poter entrare, devono perdere l'acqua che li circonda: gli amminoacidi di questi tre anelli, essendo idrofobici, respingono l'acqua all'esterno consentendo solo ai cationi di entrare. L'anello intermedio e quello interno fungono invece da filtro di selettività restringendo il flusso cationico solo a Na, Ca e K.

## Metodi di indagine dei recettori nicotinici
Lo studio dei recettori nicotinici è stato lungo e continua attualmente, con lo scopo di migliorarne le informazioni e identificare ligandi selettivi da poter utilizzare in terapia. La ricerca con il passare degli anni si è affinata, arricchendosi di nuove tecniche. Alcune metodiche di indagine più sfruttate:
- Mutagenesi: è una tecnica che prevede la modificazione di un amminoacido strutturale del recettore. Variando tale amminoacido, si ottiene un recettore con caratteristiche diverse da quello selvaggio. Se ne studiano le differenze e se ne valutano le nuove caratteristiche. Il nuovo recettore può presentare un ruolo funzionale diverso, svelando caratteristiche fondamentali del recettore originario.

Sostituendo nella regione di legame del ligando l'amminoacido aspartato con la valina, il binding dell'acetilcolina avviene con maggiore difficoltà. Questo permette di capire che l'aspartato è fondamentale nel processo di legame del neurotrasmettitore, e che la sua sostituzione crea una perturbazione nell'intorno recettoriale (sia nella catena laterale sia nella struttura secondaria e terziaria della proteina).
Una variante di questa metodica è la mutagenesi a doppio scambio: si muta un amminoacido con un altro, e nel nuovo amminoacido introdotto viene variato il gruppo funzionale. Per esempio l'aspartato (che possiede un -COOH), viene scambiato con una lisina (amminoacido basico) introducendo in quest'ultima un gruppo carbossilico. Se l'affinità del ligando per il recettore rimane identico, ciò indica che il legame carbossilico è fondamentale per l'attività della tasca recettoriale.
- Cristallografia: tecnica di indagine che permette lo studio del recettore ai raggi X. È una tecnica importante nello studio degli enzimi, ma che risulta molto più complicata quando applicata ai recettori. Infatti i recettori molto difficilmente tendono a cristallizzare, poiché precipitano in forma amorfa la quale non consente lo studio con la tecnica cristallografica. Inoltre in vitro risulta molto difficile ricreare l'ambiente della membrana cellulare.
- microscopia elettronica: buon metodo di studio, ma la risoluzione può non essere perfetta, e non è possibile indagare l'ultrastuttura del recettore.
- Affinity labelling (affinità di legame): è una tecnica che sfrutta la possibilità di un ligando opportunamente sintetizzato di effettuare un legame covalente.

Vengono isolati i tessuti nei quali il recettore è espresso, e poi vengono omogenati e fatti reagire con il ligando. I ligandi possono presentare specifiche caratteristiche (per esempio possono essere marcati). Calcolando la radioattività associata al complesso ligando-recettore è possibile identificare la concentrazione dei recettori nei tessuti.
Per esempio amminoacidi come serina, treonina (possiedono gruppi -OH), glutammato e aspartato (possiedono gruppi -COOH) la lisina (possiede gruppi -NH2) possono legare le beta-aloalchilammine (mostarda azotata). Introducendo nella mostarda un gruppo fotoattivabile (come le azidi aromatiche), si ottiene un composto che emette in un particolare campo di frequenza. Formandosi un legame covalente fra ligando fotattivato e recettore, è possibile determinare la localizzazione o la concentrazione dei recettori.
- NMR (risonanza magnetica nucleare): tecnica più marginale, che ha la funzione di evidenziare i gruppi funzionali necessari per il legame con il ligando.

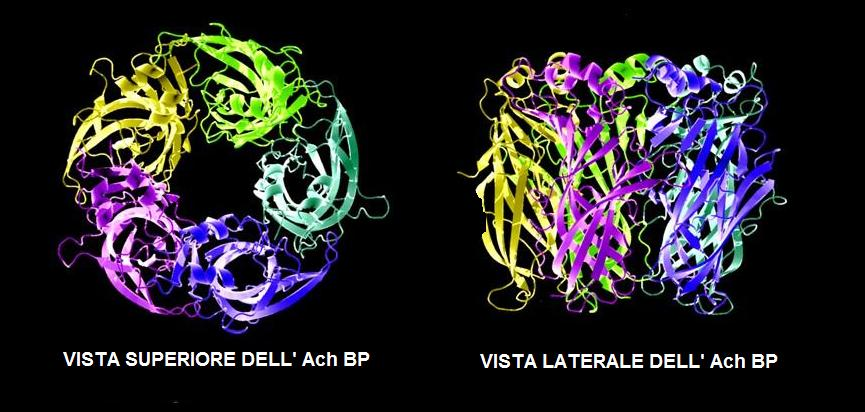
Struttura, indagata mediante cristallografia, dell'Ach binding protein

Attualmente il recettore nicotinico non è stato ancora cristallizzato, perciò non è stato possibile studiarlo mediante i raggi X. Ai fini dello studio della funzionalità strutturale, è stata importantissima una scoperta, da parte di un gruppo di ricercatori olandesi, di una particolare proteina affine strutturalmente al recettore nicotinico. Tali ricercatori hanno infatti isolato, da alcune lumachine di mare, una proteina, definita Ach binding protein (proteina legante l'acetilcolina), che presenta una affinità di struttura pari al 40% di quella del recettore nicotinico. Questa è una proteina citosolica che ha la funzione di legare l'acetilcolina, in modo da intrappolarla e porre fine all'attività dell'acetilcolina stessa. Svolge perciò nelle lumachine di mare un ruolo similare a quello dell'acetilcolinesterasi nell'uomo. La scoperta più importante, di enorme risonanza nella comunità scientifica, è stato il fatto che i ricercatori olandesi sono riusciti a cristallizzare l'Ach binding protein e ciò ci permette di capire, data l'alta omologia strutturale e funzionale tra proteina e recettore, quale sia la struttura della parte funzionale del recettore nicotinico.